# Károly Grósz
Dans le nom hongrois Grósz Károly, le nom de famille précède le prénom, mais cet article utilise l’ordre habituel en français Károly Grósz, où le prénom précède le nom.
Károly Grósz (né le 1er août 1930 à Miskolc, mort le 7 janvier 1996) est un homme d'État hongrois. Il est président du Conseil en 1987-1988.

## Biographie
Il adhère au Parti communiste hongrois en 1945 et devient responsable du parti en Hongrie septentrionale et pédagogue pour la fédération des jeunes hongrois. En 1958 il est l'éditeur du journal Hongrie du nord. De 1962 à 1968 il représente le parti communiste au comité directeur de la radio et télévision publiques. Il est également chef régional communiste dans les comitats de Fejér et Borsod-Abaúj-Zemplén. En 1974 il est nommé chef du département de la propagande du Parti socialiste ouvrier hongrois puis en 1979 premier secrétaire du comité directeur du parti à Miskolc puis à Budapest en 1984. L'année suivante il entre au bureau politique. Il est nommé en juin 1987 premier ministre (président du conseil des ministres de la république du peuple hongrois). En mai 1988 il est élu secrétaire général du parti et remplace János Kádár. Réformateur avisé, il souhaite instaurer une politique d'austérité et de réformes libérales mesurées pour sortir l'économie hongroise du marasme. Il favorise avec modération le secteur privé capitaliste et souhaite se rapprocher de l'église catholique. 
Pour asseoir à l'étranger cette image de réformateur il rencontre Margaret Thatcher puis Ronald Reagan. Mais cette politique réformatrice en demi-teinte, trop soucieuse d'un côté de ne pas rompre avec l'idéal communiste et freinée de l'autre côté par la ligne communiste radicale de János Kádár, ne parvient pas à moderniser la Hongrie et à sortir le pays de la crise profonde qui le traverse. Il laisse la présidence du conseil des ministres en novembre 1988 à Miklós Németh. Ce dernier, véritable réformateur, va effectuer la transition démocratique et économique et provoquer la fin des régimes communistes en Europe.  Le 7 octobre 1989 Grosz démissionne de son poste à la tête du parti une fois qu'il a renoncé au marxisme pour adopter les principes démocratiques et qu'il a pris le nom de parti socialiste hongrois. En décembre 1989 il recrée le défunt parti socialiste ouvrier hongrois (puis parti des travailleurs et parti des travailleurs communistes) dont il devient le chef. En mars-avril 1990 les Hongrois votent aux premières élections législatives libres depuis 1945 qui voient la défaite des communistes. Il se retire de la vie publique et meurt en janvier 1996.